# Campeonato Mundial de Piragüismo en Aguas Tranquilas de 2015
El XLII Campeonato Mundial de Piragüismo en Aguas Tranquilas se celebró en Milán (Italia) entre el 19 y el 23 de agosto de 2015 bajo la organización de la Federación Internacional de Piragüismo (ICF) y la Federación Italiana de Piragüismo.
Las competiciones se realizaron en el canal de piragüismo acondicionado en el lago Idroscalo, al este de la ciudad italiana.

## Medallistas

### Masculino
| Evento            | Oro                                                                             | Plata                                                                                       | Bronce                                                                               |
| ----------------- | ------------------------------------------------------------------------------- | ------------------------------------------------------------------------------------------- | ------------------------------------------------------------------------------------ |
| K1 200 m (23.08)  | Mark de Jonge · Canadá · 34,802 s                                               | Maxime Beaumont Francia 34,993 s                                                            | Petter Menning · Suecia · 35,002 s                                                   |
| K2 200 m (22.08)  | Sándor Tótka · Péter Molnár · Hungría · 30,935                                  | Nebojša Grujić Marko Novaković Serbia 31,046                                                | Sébastien Jouve Maxime Beaumont Francia 31,175                                       |
| K1 500 m (23.08)  | René Holten Poulsen Dinamarca 1:39,407                                          | Tom Liebscher · Alemania · 1:39,893                                                         | Roman Anoshkin · Rusia · 1:40,770                                                    |
| K2 500 m (23.08)  | Kenneth Wallace Lachlan Tame Australia 1:29,216                                 | Marcus Walz · Diego Cosgaya · España · 1:30,004                                             | Dávid Hérics · Tamás Somorácz · Hungría · 1:30,524                                   |
| K1 1000 m (22.08) | René Holten Poulsen Dinamarca 3:25,160                                          | Josef Dostál · República Checa · 3:26,298                                                   | Fernando Pimenta Portugal 3:26,535                                                   |
| K2 1000 m (22.08) | Max Rendschmidt · Marcus Groß · Alemania · 3:10,175                             | Kenneth Wallace Lachlan Tame Australia 3:11,132                                             | Marko Tomićević Milenko Zorić Serbia 3:11,502                                        |
| K4 1000 m (23.08) | Denis Myšák · Erik Vlček · Juraj Tarr · Tibor Linka · Eslovaquia · 2:56,102     | Zoltán Kammerer · Dávid Tóth · Tamás Kulifai · Dániel Pauman · Hungría · 2:56,902           | Daniel Havel · Lukáš Trefil · Josef Dostál · Jan Štěrba · República Checa · 2:58,139 |
| K1 5000 m (23.08) | Kenneth Wallace Australia 19:54,46                                              | Max Hoff · Alemania · 19:57,57                                                              | Aleh Yurenia · Bielorrusia · 20:11,91                                                |
| C1 200 m (22.08)  | Artsiom Kozyr · Bielorrusia · 38,605                                            | Li Qiang China 38,815                                                                       | Isaquias Queiroz · Brasil · 38,915                                                   |
| C2 200 m (23.08)  | Alexei Korovashkov · Ivan Shtyl · Rusia · 36,347                                | Hleb Saladuja · Dzianis Majlai · Bielorrusia · 37,516                                       | Robert Nuck · Stefan Holtz · Alemania · 37,750                                       |
| C1 500 m (23.08)  | Martin Fuksa · República Checa · 1:51,004                                       | Oleg Tarnovschi Moldavia 1:51,670                                                           | Maxim Piatrou · Bielorrusia · 1:53,130                                               |
| C2 500 m (22.08)  | Pavel Petrov · Mijail Pavlov · Rusia · 1:42,035                                 | Wiktor Głazunow · Vincent Słomiński · Polonia · 1:42,575                                    | Dmytro Yanchuk · Taras Mishchuk · Ucrania · 1:42,759                                 |
| C1 1000 m (22.08) | Sebastian Brendel · Alemania · 3:48,956                                         | Martin Fuksa · República Checa · 3:48,973                                                   | Serghei Tarnovschi Moldavia 3:51,583                                                 |
| C2 1000 m (23.08) | Erlon de Souza Silva · Isaquias Queiroz · Brasil · 3:38,508                     | Henrik Vasbányai · Róbert Mike · Hungría · 3:38,836                                         | Piotr Kuleta · Marcin Grzybowski · Polonia · 3:39,305                                |
| C4 1000 m (23.08) | Leonid Carp · Petre Condrat · Iosif Chirilă · Ștefan Strat · Rumania · 3:23,170 | Denys Kovalenko · Denys Kamerylov · Vitali Verheles · Eduard Shemetylo · Ucrania · 3:23,420 | Pál Sarudi · Tamás Kiss · András Vass · Dávid Varga · Hungría · 3:24,930             |
| C1 5000 m (23.08) | Sebastian Brendel · Alemania · 23:03,32                                         | Manuel Antonio Campos · España · 23:04,30                                                   | Mateusz Kamiński · Polonia · 23:05,54                                                |

### Femenino
| Evento            | Oro                                                                                                 | Plata                                                                                 | Bronce                                                                             |
| ----------------- | --------------------------------------------------------------------------------------------------- | ------------------------------------------------------------------------------------- | ---------------------------------------------------------------------------------- |
| K1 200 m (23.08)  | Lisa Carrington Nueva Zelanda 40,060 s                                                              | Marta Walczykiewicz · Polonia · 40,700 s                                              | Teresa Portela Rivas · España · 41,248 s                                           |
| K2 200 m (23.08)  | Marharyta Majneva · Maryna Litvinchuk · Bielorrusia · 38,477                                        | Luca Homonnai · Natasa Dusev-Janics · Hungría · 38,659                                | Sabrina Hering · Steffi Kriegerstein · Alemania · 39,488                           |
| K1 500 m (22.08)  | Lisa Carrington Nueva Zelanda 1:49,398                                                              | Anna Kárász · Hungría · 1:51,125                                                      | Zhou Yu China 1:51,478                                                             |
| K2 500 m (22.08)  | Gabriella Szabó · Danuta Kozák · Hungría · 1:39,865                                                 | Milica Starović Dalma Ružičić-Benedek Serbia 1:41,075                                 | Franziska Weber · Tina Dietze · Alemania · 1:41,335                                |
| K4 500 m (23.08)  | Marharyta Majneva · Nadzeya Liapeshka · Volha Judzenka · Maryna Litvinchuk · Bielorrusia · 1:33,953 | Gabriella Szabó · Danuta Kozák · Krisztina Fazekas · Anna Kárász · Hungría · 1:34,267 | Franziska Weber · Conny Waßmuth · Verena Hantl · Tina Dietze · Alemania · 1:34,890 |
| K1 1000 m (23.08) | Erika Medveczky · Hungría · 4:04,037                                                                | Kristina Bedeč Serbia 4:06,397                                                        | Margaret Hogan Estados Unidos 4:07,414                                             |
| K2 1000 m (22.08) | Sabrina Hering · Steffi Kriegerstein · Alemania · 3:37,646                                          | Sofiya Yurchanka · Aliaxandra Hryshyna · Bielorrusia · 3:38,699                       | Alíz Sarudi · Dóra Bodonyi · Hungría · 3:41,089                                    |
| K1 5000 m (23.08) | Maryna Litvinchuk · Bielorrusia · 22:36,06                                                          | Lani Belcher Reino Unido 22:40,02                                                     | Émilie Fournel · Canadá · 22:43,59                                                 |
| C1 200 m (23.08)  | Staniliya Stamenova Bulgaria 48,717                                                                 | Kincső Takács · Hungría · 48,817                                                      | Kamila Bobr · Bielorrusia · 49,225                                                 |
| C2 500 m (22.08)  | Daryna Kastsiuchenka · Kamila Bobr · Bielorrusia · 2:00,675                                         | Mariya Kazakova · Olesia Romasenko · Rusia · 2:01,798                                 | Kincső Takács · Zsanett Lakatos · Hungría · 2:02,788                               |

## Medallero
| Núm. | País            | Oro | Plata | Bronce | Total |
| ---- | --------------- | --- | ----- | ------ | ----- |
| 1    | Bielorrusia     | 5   | 2     | 3      | 10    |
| 2    | Alemania        | 4   | 2     | 4      | 10    |
| 3    | Hungría         | 3   | 6     | 4      | 13    |
| 4    | Rusia           | 2   | 1     | 1      | 4     |
| 5    | Australia       | 2   | 1     | 0      | 3     |
| 6    | Dinamarca       | 2   | 0     | 0      | 2     |
| 6    | Nueva Zelanda   | 2   | 0     | 0      | 2     |
| 8    | República Checa | 1   | 2     | 1      | 4     |
| 9    | Brasil          | 1   | 0     | 1      | 2     |
| 9    | Canadá          | 1   | 0     | 1      | 2     |
| 11   | Bulgaria        | 1   | 0     | 0      | 1     |
| 11   | Eslovaquia      | 1   | 0     | 0      | 1     |
| 11   | Rumania         | 1   | 0     | 0      | 1     |
| 14   | Serbia          | 0   | 3     | 1      | 4     |
| 15   | Polonia         | 0   | 2     | 2      | 4     |
| 16   | España          | 0   | 2     | 1      | 3     |
| 17   | China           | 0   | 1     | 1      | 2     |
| 17   | Francia         | 0   | 1     | 1      | 2     |
| 17   | Moldavia        | 0   | 1     | 1      | 2     |
| 17   | Ucrania         | 0   | 1     | 1      | 2     |
| 21   | Reino Unido     | 0   | 1     | 0      | 1     |
| 22   | Estados Unidos  | 0   | 0     | 1      | 1     |
| 22   | Portugal        | 0   | 0     | 1      | 1     |
| 22   | Suecia          | 0   | 0     | 1      | 1     |
|      | TOTAL           | 26  | 26    | 26     | 78    |